# Neodrassex nordeste
Neodrassex nordeste Ott, 2013 è un ragno appartenente alla famiglia Gnaphosidae.

## Etimologia
Il nome della specie deriva dalla regione brasiliana di rinvenimento degli esemplari: il Nordeste.

## Caratteristiche
L'olotipo femminile rinvenuto ha lunghezza totale è di 2,63mm; la lunghezza del cefalotorace è di 1,02mm; e la larghezza è di 0,85mm.

## Distribuzione
La specie è stata reperita in Brasile: l'olotipo femminile è stato reperito nel Parque Nacional das Sete Cidades, situato nei territori comunali di Brasileira e Piracuruca, appartenenti allo stato del Piauí, situato nella regione del Nordeste.

## Tassonomia
Al 2015 non sono note sottospecie e dal 2013 non sono stati esaminati nuovi esemplari.